# Astra Lost in Space
Astra Lost in Space (яп.  彼方のアストラ Каната но Асутора, «Астра, затерянная в космосе»,
«Астра в глубинах космоса»,
«Астра, затерянная в глубинах космоса») — манга, нарисованная  Кэнтой Синохара. Появилась на просторах интернета в мае 2016 года и выпускалась до декабря 2017 года в приложении Shonen Jump+ от Shueisha. После этого была выпущена в печатном виде в пяти томах. Её экранизация в виде аниме-сериала от студии Lerche впервые вышла в эфир 3 июля 2019 года и транслировалась до 18 сентября 2019 года.

## Сюжет
2063 год. Благодаря развитию науки и техники, путешествия в космос стали такой же обыденностью, как поездка на автобусе. Ученики старшей школы проводят свои каникулы в космическом лагере, но несмотря на общедоступность космических полётов, неожиданных происшествий всё еще сложно избежать. Именно в такую нестандартную ситуацию попадает группа школьников. Руководство школы Каирд формирует команды из 8 человек путём случайного отбора и ставит им определённую задачу. С одной из групп, именуемой «B5», летит маленький ребёнок — сестра одной из участниц. Задача этой группы — заботиться о девочке в течение пяти дней путешествия. Вскоре, после того, как группа B5 прибывает на место, перед ними появляется загадочная сфера. Она поглощает учеников и забрасывает их в космическое пространство на расстояние 5012 световых лет от родной планеты. Теперь им придётся самим выживать в космосе с ограниченными запасами воздуха и пропитания, а также вернуться домой на случайно найденном корабле, который они назвали «Астра».

## Персонажи
Каната Хосидзима (яп. カナタ・ホシジマ) — парень-оптимист, капитан «Астры». Принимал участие во всемирном чемпионате по десятиборью среди юношей и был награждён бронзовой медалью. Под влиянием своего учителя заинтересовался исследованием открытого космоса, мечтая стать капитаном корабля.
Весьма амбициозный парень. В начале аниме только и твердил о том, что хочет стать капитаном команды. Каната очень спортивный, что позволяет ему совершать то, что не могут другие.
- Сэйю: Юсукэ Кобаяси (Drama CD), Ёсимаса Хосоя (аниме)

Эрис Спринг (яп. アリエス・スプリング Ариэсу Супурингу) — жизнерадостная девушка с чувством юмора. У Эрис врождённая частичная гетерохромия, а также фотографическая память. Перешла в школу к остальным за месяц до поездки. На «Астре» ведёт бортовой журнал.
- Сэйю: Аяка Сува (Drama CD), Инори Минасэ (аниме)

Китори Рафаэлли (яп. キトリー・ラファエリ Китори: Рафаэри) — богатая и избалованная девушка, дочь известного доктора. Испытывает проблемы с доверием ко всем, кроме Зака. На борту «Астры» выступает в роли доктора.
- Сэйю: Линн (Drama CD), Томоё Куросава (аниме)

Фуниция Рафаэлли (яп. フニシア・ラファエリ Фунисия Рафаэри) — весёлая девочка, сестра Китори. Была удочерена после смерти своих родителей. Носит с собой щенка по кличке Биго. Биго — главный герой её любимого мультсериала детства.
- Сэйю: Айми Танака (Drama CD), Хина Кино (аниме)

Зак Уолкер (яп. ザック・ウォーカー Дзакку Во:ка:) — гений с 200 IQ. Интересуется исследованием космоса и уже имеет лицензию космического пилота. Китори — его подруга детства. Он мечтает пилотировать собственный корабль, капитаном которого будет Каната.
- Сэйю: Дайки Хамано (Drama CD), Сюнсукэ Такэути (аниме)

Лука Эспосито (яп. ルカ・エスポジト Рука Эсуподзито) — любознательный парень и талантливый инженер, способный починить всё, что находится на «Астре». Усыновлён сенатором Марко Эспосито. Позже выясняется, что Лука — интерсекс, иными словами, у него андрогиния. Хоть он и идентифицирует себя в качестве мальчика, Лука не относит себя ни к мужчинам, ни к женщинам и отмечает, что его идентификация может меняться. Он попал в список лучших LGBTQ+ персонажей 2019 года по версии ANN.
- Сэйю: Аюму Мурасэ (Drama CD), Рисаэ Мацуда (аниме)

Шарс Лекруа (яп. シャルス・ラクロワ Сярусу Ракурова) — молодой человек красивой внешности, который использует свои кулинарные навыки и знание ботаники для того, чтобы обеспечить экипаж правильным питанием. Выступает в качестве первого помощника Канаты. На самом деле он член королевской семьи Виксии, что послан уничтожить любого, кто воспользуется червоточиной. После встречи с Эрис, отметив её уникальные черты, делает вывод, что она является клоном его подруги детства Сэйры, и решает взять её живой. В самом конце он становится королём Виксии и приказывает уничтожить стены вокруг столицы.
- Сэйю: Соитиро Хоси (Drama CD), Нобунага Симадзаки (аниме)

Юнь Хва Лу (яп. ユンファ Юнфа: Ру) — тихая и застенчивая девушка, которой с трудом даётся общение с другими людьми. Из-за этого считает себя бесполезным человеком, доставляющим другим только хлопоты. Дочь всемирно известной певицы Люси Лам. Её мать эмоционально подавляет девочку, из-за чего та старается не привлекать к себе внимание. Унаследовала талант исполнительницы и под конец истории стала популярной певицей.
- Сэйю: Саори Хаями (аниме)

Ульгар Цвайг (яп. ウルガー・ツヴァイク Уруга: Цувайку) — тихий, антисоциальный, но очень умный парень, который плохо ладит с остальной частью команды. Имеет хорошие навыки в обращении с оружием. Его покойный старший брат был внештатным журналистом. Однажды он узнал секрет, который знать не стоило, что и привело к его смерти. Из-за этого Ульгар ненавидит Марко Эспосито. Он тренировался в стрельбе, чтобы устранить убийцу своего брата.
- Сэйю: Кёсукэ Китаяма (Drama CD), Коки Утияма (аниме)

Полина Левинская (яп. ポリナ・レビンスカヤ Порина Рэбинсукая) — член команды корабля ARC IV, схожего с «Астрой», но более старого. Её команда занималась поисками планет, на которых могли бы жить люди. После гибели своих товарищей провела 12 лет в криокамере, пока её не нашла команда «Астры».
- Сэйю: Хитоми Набатамэ (аниме)

## Медиа

### Манга
Манга выходила с мая 2016 года по декабрь 2017 года в приложении и на сайте Shonen Jump+ от Shueisha. Затем была выпущена в печатном виде в 5 томах.
На английском языке её изданием занималась компания Viz Media.
| № | Дата публикации | ISBN                   |
| - | --------------- | ---------------------- |
| 1 | 4 июля 2016     | ISBN 978-4-08-880843-7 |
| 2 | 4 ноября 2016   | ISBN 978-4-08-880869-7 |
| 3 | 4 апреля 2017   | ISBN 978-4-08-881065-2 |
| 4 | 4 августа 2017  | ISBN 978-4-08-881144-4 |
| 5 | 2 февраля 2018  | ISBN 978-4-08-881314-1 |

### Аниме
5 февраля 2019 года было объявлено об экранизации манги в виде аниме-сериала. За производство отвечала студия Lerche. Режиссёром выступил Масаоми Андо, сценарий написал Норимицу Кайхо, а дизайн персонажей разработала Кэйко Куросава. Премьера состоялась 3 июля 2019 года на AT-X, Tokyo MX, TVA, KBS, SUN и BS11. Первая и последняя серии вышли в виде часовых спецвыпусков.
Американская компания Funimation лицензировала сериал в Северной Америке и на Британских островах. Транслировался сериал как с субтитрами, так и в дубляже.
| 1 | Planet Camp «Планетарный лагерь»    | 03 июля 2019     |
| На пути к планетарному лагерю у Эрис Спринг в космопорте преступник вырвал сумку, но однокурсник Каната Хосидзима останавливает его. Девять учеников из средней школы Кэрда прибывают на планету Макпа для своего планетарного лагеря. Вскоре после того, как они приземлились, таинственная сфера появляется из ниоткуда и поглощает студентов. Они оказываются в космосе, где находят заброшенный космический корабль. Найдя на нём табличку с надписью per aspera ad astra, они дают кораблю название — «Астра». |                                     |                  |
| 2 | Wilderness «Дикая природа»          |                  |
| Студенты прибывают на первую остановку снабжения, планету дикой природы Вилавурс. Студенты встречают странные формы дикой природы, в том числе парашютные растения и батутные деревья. По мере того, как ученики получают ресурсы для следующего этапа поездки, они снова сталкиваются с таинственной сферой, но на этот раз им удается ее избежать. Каната начинает питаться импульсивно, в то время как Китори расстраивается из-за ситуации, вспоминая, что она из богатой семьи, которая её не любила. |                                     |                  |
| 3 | Meteor «Метеорит»                   |                  |
| Когда «Астра» отправляется к следующей остановке для пополнения запасов, Каната тайно пытается выяснить, кто такой этот диверсант, но не знает достаточно обо всех, чтобы принять решение. Когда Фуниция рассказывает о том, как загадочный мужчина в солнцезащитных очках организовал ее усыновление в семью Китори, Каната предполагает, что кто-то хочет, чтобы их всех убили, и предупреждает всех о возможном укрывательстве диверсантов. Ульгар рассказывает, что он сын заместителя директора их школы. Однако на корабль неожиданно обрушиваются микрометеориты, которые пробивают корпус и отключают основной источник питания. Без энергии «Астра» попадает в гравитационное поле и начинает падать в неконтролируемом спуске. |                                     |                  |
| 4 | Star of Hope «Звезда надежды»       |                  |
| В свете их совместных усилий по предотвращению крушения «Астры» школьники приходят к выводу, что у диверсанта также есть желание выжить, и решают пока не проводить активных расследований. Они приземляются на Шуммур, начинают добывать пищу и сталкиваются с крупными, дружелюбными инопланетными птицами, которых они называют «группи». К сожалению, они обнаруживают, что большинство съедобных растений на Шуммуре очень быстро портятся, что делает их непригодными для длительного хранения, а группи несъедобны, что означает, что у них нет достаточного количества еды для следующего этапа поездки. Тем временем Юнь Хва покидает корабль, приказывая команде оставить ее позади. Каната выходит искать и неожиданно находит ее. Юнь Хва рассказывает, что ее мать эмоционально оскорбляла ее, и заставляла ее верить, что лучше избегать внимания других. В этот момент большие грибы, разбросанные по всей планете, начинают выделять ядовитые споры, заражая всех учеников, кроме Канаты и Юнь Хва, которые были в скафандрах. Шарс говорит им, что должен быть гриб противоядия, чтобы противостоять яду, и Каната и Юнь Хва помнят, как кормили больного группи желтым грибом, который вылечил его. Когда Каната собирает грибы противоядия, Юнь Хва начинает петь, чтобы успокоить своих больных друзей, благодаря Канате, поощряющим ее осуществить свою мечту стать певицей. Каната приносит грибы противоядия, исцеляя своих друзей, в то время как Юнь Хва обретает большую уверенность в себе. |                                     |                  |
| 5 | Paradise «Рай»                      |                  |
| После того как группа выздоравливает, они хвалят пение Юнь Хва, утверждая, что оно помогло им выжить, и узнают, что она - дочь знаменитой певицы Люси Лам. Чтобы символизировать ее рост, Юнь Хва подстриглась. Затем им удается найти стабильный источник пищи и покинуть Шуммур. Тем временем, вернувшись домой, власти почти отказались от поиска пропавших студентов после тщательного обыска на МакПе. Родители пропавших студентов встречаются и думают, должны ли они объявить своих детей законно мертвыми. Только мама Эрис искренне обеспокоена, в то время как другие родители быстро принимают решение прекратить поиски. Человек в темных очках, о котором Фуниция говорила ранее, молча сидит в стороне от комнаты. Единственный родитель, пропавший без вести, - это отец Луки, Марко, который является влиятельным и противоречивым государственным чиновником. Вернувшись в космос, группа приземлилась в океаническом мире Ариспад, который они считают раем. Еда в изобилии, и Шарс обнаруживает, что вся жизнь на планете размножается посредством партеногенеза. Китори начинает дразнить Эрис о её чувствах к Канате, убеждая ее попытаться признаться ему. Тем не менее, Каната неправильно понимает слова Эрис, разозлив ее. Лука и Ульгар отправляются на рыбалку. Лука пытается заставить Ульгара раскрыться, хотя Ульгар потрясён, узнав личность отца Луки. Позже тем же вечером группа устраивает пикник, чтобы отпраздновать свою последнюю ночь на Ариспаде. Неожиданно Ульгар появляется с пистолетом и держит Луку под дулом пистолета. |                                     |                  |
| 6 | Secret «Тайна»                      |                  |
| Ульгар объясняет всем, что по его мнению. Он пытается убить Луку, который является старшим сыном Марко и явным наследником. Также выясняется что Лука является интерсексуальным, рожденный как с мужской, так и с женской биологией. Кроме того, он был тайно принят в семью Эспосито, когда его младший брат родился. Внезапно на остров обрушилось цунами. Большинству группы удается благополучно добраться до Астры, но Ульгар и Лука смываются. Ульгар пытается пожертвовать собой, чтобы обеспечить безопасность Луки. После того, как они покинули Ариспад, Ульгар приносит извинения Луке и должен вернуться домой живым, чтобы расследовать смерть своего брата. Может быть, дело в том, что все они стали мишенью. Ульгар решает, что он станет журналистом, как и его брат, и Каната позволяет Ульгару сохранить оружие, потому что он единственный, кто знает, как его использовать. Он говорит, что не может помнить, чтобы видел его на уроке биологии, который он как утверждал посещал. Группа противостоит Шарсу, подозревая, что он что-то скрывает от них. |                                     |                  |
| 7 | Past «Прошлое»                      |                  |
| Шарс объясняет, что, как и Эрис, он также является переведённым студентом, который прибыл после Эрис. Он признает, что не раскрывал этого раньше, поскольку не хотел говорить о своем прошлом, так как он из Королевского квартала Виксия, единственной нации на Земле, которой все еще правит дворянство. В прошлом он подружился с девушкой-простолюдинкой по имени Сейра и провёз ее контрабандой в район, предназначенный только для знати. Когда её схватил охранник, Сэйра оказал сопротивление и был отогнана от здания, в результате чего она впал в кому. Некоторое время спустя семья Сэйры покинула Виксию, забрав её с собой. Шарс тоже ушел, поклявшись изучать биологию, чтобы, надеюсь, когда-нибудь найти и вылечить Сэйру. Шарс отмечает, что Эрис напоминает ему Сейру. После этого группа достигает следующей планеты, Икрисс. Тем не менее, вращение Икриса идеально синхронизировано с его орбитой вокруг Солнца, что означает, что одна сторона постоянно горячая, в то время как другая сторона постоянно замерзает, а это означает, что единственным безопасным местом для кормления является область непосредственно между обеими крайностями. К сожалению, когда они пытаются найти место приземления, Астра подвергается нападению массивного плотоядного растения, в результате чего она получает значительный урон, который делает невозможным достижение космоса. Зак указывает, что у них нет частей или ресурсов для ремонта нанесенного ущерба, поэтому им придется принять Икрис в качестве своего нового дома. Позже Шарс возглавляет отряд фуражировщиков и обнаруживает второй корабль, похожий на «Астру». Группа осматривает корабль, замечая, что он сильно поврежден и, по-видимому, заброшен. Затем Зак понимает, что в корабельном отсеке криогеники кто-то есть, и группа открывает его, после чего они обнаруживают внутри молодую девушку. |                                     |                  |
| 8 | Lost and Found «Потерянная находка» |                  |
| Группа относит девушку на борт «Астры», где она рассказывает им, что она Полина Левинская, являющаяся астронавтом с корабля «Арк VI». «Ковчег VI» изначально был послан, чтобы найти миры, пригодные для обитания человека, но был вынужден совершить посадку на Икрисе. Позже часть команды вышла, чтобы исследовать планету, но так и не вернулась. Затем Эрис приходит к выводу, что, поскольку Астра и Арк VI являются модульными и одного и того же типа корабли, они могут отключить поврежденную секцию реактора Астры с неповрежденной частью Арк VI. Тем временем Юнь Хва говорит Полине, что она спала 12 лет, а сейчас 2063 год. Полина паникует, узнав, что это 2063 год, но не объясняет почему. Ремонт корабля проходит успешно, и группа возвращается к поиску пищи. |                                     |                  |
| 9 | Revelation «Разоблачение»           | 28 августа 2019  |
| Зак и Каната рассказывают всей команде, что Фуниция и Китори - клоны. Вместе команда формирует теорию о том, что они все клоны, более молодые заменители своих родителей, которые передали свои воспоминания с помощью технологии, разработанной отцом Зака. Тем временем родители группы встречаются и жалуются, что недавно введённый Закон о контроле генома выставит их детей в качестве клонов, поэтому они застряли в космосе, чтобы их тела никогда не были найдены. Вернувшись на Астру, все обескуражены этим откровением, но Каната успокаивает их, утверждая, что даже если вся их жизнь - ложь, эта поездка превратила их в семью, и теперь у них больше оснований для возвращения, чтобы привлечь своих родителей к ответственности. Зак и Китори решают пожениться, объявляя о помолвке всей команде. Позже Зак восстанавливает космический телескоп, используя детали из Ковчега VI, и получает изображение своей родной планеты. Пока команда празднует, Полина заходит на мост и смущается из-за физических различий между Землей и планетой, по которой они путешествуют. Экипаж не знает ничего о планете по имени Земля, из-за этого Полина впадает в истерику, побуждая команду показать, что их родная планета называется Астра. |                                     |                  |
| 10 | Culprit «Преступник»                | 4 сентября 2019  |
| Полина и группа разговаривают друг с другом и обнаруживают, что Земля и Астра имели одинаковую историю вплоть до 1962 года, когда в истории Астры кубинский кризис вызвал третью мировую войну, побудив выживших сформировать единое мировое правительство. Затем Полина объясняет, что на Земле ученые обнаружили, что астероид поразит планету в 2057 году. Корабли Арк были отправлены на разведку обитаемых планет, и всё население эвакуировалось с помощью искусственных червоточин. Затем группа понимает, что их привезли туда, что осталось от Земли, через одну из этих червоточин, где они наткнулись на Ковчег XII, который был оставлен позади и никогда не использовался. Полина теоретизирует, что население Земли успешно обосновалось на Астре, но почему-то скрыло свою собственную историю. Эрис предполагает, что вместо того, чтобы думать об этом слишком долго, им следует сосредоточиться на возвращении домой в первую очередь. Они прибывают на последнюю планету, Галем. Находясь в поисках пищи, Каната сталкивается с другой червоточиной и едва может сбежать. Понимая, что предатель, скорее всего, избавится от них на Галеме и самостоятельно возьмет последний этап поездки домой, Каната решает сразиться с предателем, которого он уже выявил. Он в частном порядке обращается к Заку и Шарсу, чтобы устроить засаду на Ульгара, но на самом деле это уловка, чтобы обмануть Шарса, выставив себя предателем. Каната объясняет, что предатель должен был быть последним человеком, которого втянули в червоточину, чтобы обеспечить уничтожение всей группы. Шарс признает свою роль и показывает, что он знал, что он был клоном с самого начала, и что его оригинал — Ной Викс, нынешний король Виксии. |                                     |                  |
| 11 | Confession «Исповедание»            | 11 сентября 2019 |
| Шарс показывает, что первоначально он должен был быть запасным телом Ноя и с самого рождения был воспитан, чтобы поверить, что это была его единственная цель в жизни. Когда был принят закон о контроле генома, ему было поручено уничтожить других клонов. Каната остается скептиком, указывая на то, как Шарс всегда деактивировала червоточину, прежде чем она могла кого-то засосать. Шарс объясняет, что он прекратил свои попытки, потому что не хотел причинять вред Эрис, которая, по его словам, является клоном Сейры, и что Сейра была дочерью Ноя. Принцесса Виксии. Он раскрывает свое настоящее прошлое, где Сейра помогла ему подняться, но была против клонирования, и Эрис родилась без ее ведома. Не желая подчинить Эрис обречённой судьбе, Сейра тайно заставила суррогатную мать Эрис вывезти её из Виксии, чтобы жить нормальной жизнью. Сэйра, однако, позже была скинута с обрыва и неким убийцей. Со смертью Сейры Шарс чувствовал, что его миссия была его единственной целью в жизни. Каната остается неубедительным и указывает, насколько Шарс нравилось общаться со всеми, и что их дружба искренняя. Другие ученики также пытаются убедить Шарс, что ему не нужно подчиняться желаниям Ноя. Преодолевая чувство вины, Шарс пытается покончить жизнь самоубийством, используя резервный контроллер червоточины и создавая червоточину между собой и всеми остальными. Каната бросается прямо в червоточину, но использует свои антигравитационные туфли, чтобы перепрыгнуть через него и схватить Шарса. Каната убеждает Шарса прекратить попытку самоубийства, но не раньше, чем червоточина окажется так близко, что он теряет правую руку. |                                     |                  |
| 12 | Friend-Ship «Дружный корабль»       | 18 сентября 2019 |
| Несмотря на действия Шарса, Каната и остальная часть группы все еще принимают Шарса как одного из своих, убеждая его жить для себя. После того, как они соберут достаточно еды, чтобы покинуть Галем, Шарс расскажет всем об истине Астры и Виксии. В прошлом народы Земли разрабатывали технологию червоточин для эвакуации населения в Астру. Однако, когда план был обнародован, сразу же разразилась война, когда разные народы пытались сражаться за землю на Астре, и червоточины использовались как оружие. В конечном итоге было сформировано единое мировое правительство, чтобы добиться мира, но не после того, как половина населения Земли была убита. В результате мировое правительство решило уничтожить все червоточины, чтобы предотвратить их дальнейшее использование. Они также решили манипулировать историей, чтобы последующие поколения не знали о технологии червоточины, которая привела их в Астру. На самом деле прошло 100 лет с тех пор, как Земля была разрушена, что сделало истинный 2163 год. Студенты решили рассказать всю Астру правду. Однако их оригиналы и правительство остаются препятствиями для их возвращения. Эрис посылает сообщение своей матери Эмме, которой, как известно, они могут доверять. Когда они возвращаются в Астру, их встречает флот военных кораблей, которые приветствуют их дома и сообщают им, что их оригиналы были арестованы за незаконное клонирование и покушение на убийство. Человек, ответственный за убийство Сейры, также был арестован. После их возвращения группа быстро становится знаменитостью. Каната и Шарс убеждают правительство раскрыть правду о Земле, и Каната успевает разрядить общественный резонанс, написав бестселлер, рассказывающий о своем опыте во время его путешествия домой. Шарс становится новым королём Виксии, но немедленно отрекается от своего трона, открывая границы Виксии и выпускает технологию червоточины для публики. Как реликт, Астра помещена в музей. Семь лет спустя Ульгар стал журналистом, Полина — учителем, а Фуниция сейчас учится в средней школе. Эрис, Киттори и Лука посещают концерт Юнь Хва, где Эрис объясняет, что Каната наконец предложил ей жениться. Тем временем, вместе с Заком и Шарсом Каната отправляется в космос, чтобы исследовать новые миры для размещения червоточин. |                                     |                  |

### Музыка
Музыкальное сопровождение к аниме было написано композитором Масару Ёкояма совместно с Нобусавой Нобуаки. Начальную тему «Star Frost» исполняет Nonoc, а завершающую «Glow at the Velocity of Light» — Рико Азуна.

## Признание
Манга стала обладателем премии Манга тайсё в 2019 году. Также заняла третье место в списке рекомендаций Kono Manga ga Sugoi! в 2019 году.

## Примечание
1. ↑  Michelle Liu. Best LGBTQ+ Characters of 2019 (англ.). Anime News Network (1 января 2020). Дата обращения: 17 августа 2020. Архивировано 8 января 2020 года.
2. ↑  Funimation to Stream Astra Lost in Space, BEM TV Anime This Summer (англ.). Anime News Network. Дата обращения: 29 июня 2019. Архивировано 10 сентября 2019 года.
3. 1 2  Astra Lost in Space Anime Premieres on July 3 With 1-Hour Special. Anime News Network (13 июня 2019). Дата обращения: 13 июня 2019. Архивировано 10 сентября 2019 года.
4. ↑  「彼方のアストラ」最終話は1時間スペシャル！. astra-anime.com (12 сентября 2019). Дата обращения: 12 сентября 2019. Архивировано 27 июня 2020 года.
5. ↑  Astra Lost in Space Manga by Sket Dance's Kenta Shinohara Gets TV Anime. Anime News Network (4 февраля 2019). Дата обращения: 5 февраля 2019. Архивировано 13 августа 2019 года.
6. ↑  篠原健太「彼方のアストラ」マンガ大賞2019に輝く. Natalie (19 марта 2019). Дата обращения: 9 апреля 2019. Архивировано 19 марта 2019 года.
7. ↑  Kono Manga ga Sugoi! Reveals 2019's Series Ranking for Male Readers. Anime News Network (10 декабря 2018). Дата обращения: 5 февраля 2019. Архивировано 23 марта 2019 года.